# Zollgrenzschutz-Ehrenzeichen
Das Zollgrenzschutz–Ehrenzeichen war eine nationalsozialistische Auszeichnung, die von Adolf Hitler an Beamte des Zollgrenzschutzes zwischen 1939 und 1945 verliehen wurde. Das Tragen des Abzeichens ist heute nur in der sogenannten 57er-Version ohne nationalsozialistische Symbole erlaubt.

## Im Nationalsozialismus

Originalversion des Zollgrenzschutz–Ehrenzeichens

Version ohne Hakenkreuz: Vor- und Rückseite des Zollgrenzschutz–Ehrenzeichens in der 57er Version (grafische Darstellung)

### Vorgeschichte
Im Jahre 1938 nahm der Zollgrenzschutz (ZGS) an dem Anschluss Österreichs und des Sudetenlandes teil. In den jeweiligen Grenzabschnitten oft erst wenige Stunden vor dem Einmarsch alarmiert, wurden alle Aufgaben erfüllt, ein oft wochenlanger heimatferner Einsatz und Aufbau von Zollstrukturen vor Ort absolviert. Während andere Sicherheitsorgane wie Wehrmacht, Polizei, SS etc. ihren Angehörigen eigene Verdienst-Auszeichnungen verleihen konnten, hatte der ZGS nichts Vergleichbares. Dies führte zu einer gewissen Verstimmung innerhalb der Reichsfinanzverwaltung.

### Stiftung
Am 17. Februar 1939 stimmte Hitler auf Antrag des Reichsfinanzministeriums der Stiftung des Zollgrenzschutz–Ehrenzeichens zu. Die Veröffentlichung von Stiftung, Satzung und Durchführungsverordnung erfolgte am 20. April 1939 im Reichsgesetzblatt. Die internen Vorschriften der Reichsfinanzverwaltung wurden jedoch erst im Juni, bzw. November 1939 erlassen.
Das Ehrenzeichen bestand aus Bronze. Auf der Vorderseite war von einem nach oben offenen Akanthuskranz das Hoheitszeichen eingefasst, auf der Rückseite stand in einem Akanthuskranz die Inschrift Für treue Dienste im Zollgrenzschutz. Es wurde auf der linken Brustseite an einem kornblumenblauen Band getragen, auf dem das von einem nach oben offenen Akanthuskranz eingefasste Hoheitszeichen eingestickt war. Es gab nur eine Verleihungsstufe.

### Verleihungsbedingungen
Die Stiftung wurde seitens der Reichsfinanzverwaltung mit dem Einsatz des ZGS bei der Eingliederung der oben genannten Gebiete begründet. Dennoch war die Verleihung in der Regel rein von der Dienstzeit abhängig und konnte nur an Beamte erfolgen. Auch wenn der ZGS schon vor Kriegsausbruch mehrheitlich aus notdienstverpflichteten Hilfskräften (Hilfsgrenzangestellte – HiGa’s) bestand, blieb dieser Personenkreis offensichtlich von der Verleihung ausgeschlossen.
Das Ehrenzeichen konnte verliehen werden an:
- Beamte im höheren Dienst nach vierjähriger Grenzdienstzeit
- Beamte im gehobenen Dienst nach vierjähriger Grenzdienstzeit
- Beamte im mittleren Dienst – Versorgungsanwärter – nach vierjähriger Grenzdienstzeit
- Beamte im mittleren Dienst – Zivilanwärter – nach achtjähriger Grenzdienstzeit
- Bewährte Bearbeiter von Zollgrenzschutzangelegenheiten
- Männer, die sich besondere Verdienste um den Zollgrenzschutz erworben haben

Empfänger konnten jedoch nur die Beamten der Grenzaufsichtsstellen, Bezirkszollkommissariate und die in den Hauptzollämtern und in den Grenzreferaten der Oberfinanzpräsidien mit Grenzangelegenheiten befassten Beamte werden. Nach dem Anschluss von Österreich und Danzig wurden die entsprechenden Dienstzeiten angerechnet, dennoch konnte das Ehrenzeichen erst nach mindestens einjähriger Dienstzeit im ZGS des Reichsfinanzministeriums verliehen werden.

### Verleihungen
Die genaue Anzahl der Verleihungen ist nicht bekannt, dürfte jedoch in die Tausende gehen. Die ersten Verleihungen wurden im November 1939 vorgenommen, als die an der Verhaftung des Hitler-Attentäters Georg Elser beteiligten Waldemar Zipperer und Xaver Rieger sowie deren beiden Vorgesetzte die Auszeichnung erhielten.

## Heute: Verfassungsfeindliches Abzeichen
Laut Gesetz über Titel, Orden und Ehrenzeichen vom 26. Juli 1957 ist das Tragen der Auszeichnung in der Bundesrepublik Deutschland nur ohne nationalsozialistische Embleme gestattet.